# Ботуња (Крешево)
Ботуња је насељено место у Босни и Херцеговини у општини Крешево. Административно припада Федерацији Босне и Херцеговине, односно њеном Средњобосанском кантону. Према попису становништва из 2013. у насељу је било 111 становника, а већинску популацију чинили су Бошњаци.

## Становништво
По последњем службеном попису становништва из 2013. године у овом насељу живело је 111 становника, а село је било етнички хомогено са већинском бошњачком популацијом.
| Националност | 2013. | 1991.        | 1981.        | 1971.        |
| Бошњаци      | —     | 174 (97,75%) | 167 (96,53%) | 164 (100,0%) |
| Хрвати       | —     | 3 (1,68%)    | 0            | 0            |
| Југословени  | —     | 1 (0,56%)    | 6 (3,47%)    | 0            |
| Укупно       | 111   | 178          | 173          | 164          |